# Iniettore PTV
In gascromatografia un iniettore PTV è un tipo di iniettore, cioè la parte del gascromatografo deputata all'introduzione del campione nella colonna capillare.
La sigla inglese PTV sta per Programmed Temperature Vaporization (vaporizzazione a temperatura programmata).
Il campione viene introdotto nell'iniettore "freddo", per essere successivamente scaldato secondo una temperatura programmata.
In questa fase di riscaldamento viene eliminato il solvente e vengono mantenuti nell'iniettore gli analiti, meno volatili.
A questo punto si scalda ancora e si inviano gli analiti in colonna, in modalità splitless.
L'iniettore PTV abbassa i limiti di rivelabilità della tecnica analitica in quanto si possono iniettare volumi relativamente grandi di campione.